# あしたが生まれる
「あしたが生まれる」（あしたがうまれる）は、1970年7月1日にCBS・ソニーレコード（現：ソニー・ミュージックレーベルズ）から発売されたフォーリーブスの8枚目のシングルである。

## 概要
フォーリーブスは、自身初出場となる『第21回 NHK紅白歌合戦』で同曲を歌唱した。

## 収録曲
両曲共に作曲:梶沢知弘、編曲:森岡賢一郎
1. あしたが生まれる
作詞:三瓶茂夫
2. ためらいながらも強く
作詞:阿久悠

作品コード:000-7640-6